# 北城百畫帖
《北城百畫帖》，是台灣漫畫家AKRU（本名沈穎杰）畫的漫畫，於2011年獲得第2屆金漫獎。該漫畫對歷史細節極考究。《北城百畫帖2》則於2014年入圍金漫獎，該漫畫與《CCC創作集》合作，時間設在日治時代。2018年將宣布推出真人版電影，導演為張永昌，監製為林昶龍。
2019年改編同名桌遊。
劇情以1930年代的台北作舞台，有一間名為「百畫堂 」的喫茶店。

## 外部連結
- 北城百畫帖 - CCC創作集
- 北城百畫帖的Facebook專頁